# Булавкина-Ончукова, Анна Александровна
А́нна Алекса́ндровна Була́вкина-Ончукова (23 июля (5 августа) 1882, Ревель, Российская империя (ныне Таллин, Эстония) — 27 октября 1947, Пенза, СССР) — российский и советский учёный, педагог, флорист, ботаник-географ, специалист по флоре Поволжья, популяризатор Пензенского ботанического сада, один из коллекторов Пензенского гербария.
Став ученицей и последовательницей В. Л. Комарова, ещё во время учёбы Булавкина-Ончукова активно начала заниматься наукой. С исследовательской целью она в течение жизни посетила множество мест России, результатами чего стали многочисленные гербарные коллекции и более десятка опубликованных работ. Путь её перемещения по СССР во многом был связан с судьбой её мужа, этнографа Н. Е. Ончукова. Долгое время она была также педагогом Ленинградского университета, занимаясь, в частности, летней практикой студентов.

## Биография
Родилась в мещанской семье. Рано лишилась родителей: мать умерла при родах, отец, учитель по профессии, скончался от туберкулёза, когда дочери было 12 лет. Осиротев, она была вынуждена давать частные уроки. Затем, с 1899 и по 1907 год, преподавала русский язык, естествознание и географию в начальных школах Плейшнера и Подчерниковой в Ревеле. Уже в это время у неё возник интерес к ботанике, в окрестностях она собрала свою первую гербарную коллекцию (в 1901—1907 годах).

### Учёба и первые экспедиции
В 1908 году Анна Булавкина решила продолжить своё образование и в Санкт-Петербурге поступила на Высшие женские естественнонаучные курсы М. А. Лохвицкой-Скалон. Среди преподавателей на курсах был В. Л. Комаров, в то время бывший профессором ботаники Санкт-Петербургского университета. На его кафедре сформировалась группа энтузиастов ботаники, в которую входила и Анна Александровна. Комаров вместе с помощницами часто выезжал на ботанические экскурсии, собирая и систематизируя материалы для учебных и демонстрационных пособий. Вскоре студентки могли уже самостоятельно выезжать на природу для сбора растений. Так начались научные экспедиции Анны Александровны.
В 1910 и 1911 годах она выезжала в Ахтырский и Изюмский уезды Харьковской губернии, в 1912 — в Оренбургскую и Уфимскую губернии. Собранный ею гербарий был передан в Главный ботанический сад, в настоящее время находится в гербарии БИН РАН, а также в СПбГУ и РГПУ им. А. И. Герцена.
В 1913 году Анна Булавкина принимала участие в Ханкайской экспедиции Комарова в Южно-Уссурийский край. Отдельно от прочих экспедиционных отрядов она исследовала острова и южную часть края, передвигаясь на любом подвернувшемся транспорте. Результатами работы стали собранный гербарий и статья «Растительность Сучана и острова Путятин в Южно-Уссурийском крае».
В 1914 и 1915 годах Булавкина занималась сборами гербария в Подмосковье. В 1915 году учёба на курсах была окончена, спустя три года Булавкина сдала экзамены физико-математической комиссии Петроградского университета в объёме курса мужских гимназий, получив диплом первой степени.

### Петроград и экспедиции
Несмотря на сложную обстановку Первой мировой войны и революций в России, Анна Булавкина много работала. Она трудилась ассистентом по ботанике на Стрёбутовских высших женских сельскохозяйственных курсах, руководила научно-популярными экскурсиями (1916), трудилась научным сотрудником в Ботаническом саду (в 1917—1935 годах), преподавала естествознание в Екатерининском мужском училище на Каменном острове и работала на кафедре ботаники Петроградского университета (до 1935 года как ассистент). В эти годы она продолжала ботанические экспедиции, собирая гербарные коллекции в Санкт-Петербургской, Псковской, Мурманской губерниях (вдоль линии Мурманской железной дороги). В 1918 году она была командирована на станцию Мстинский Мост Новгородской губернии для проведения научной работы, в 1919 году проводила исследования в Тверской губернии.
С 1919 по 1921 год Анна Александровна занималась научно-популярной работой на экскурсионной станции ГубОНО при Главном ботаническом саде Петрограда, а также продолжала научные экспедиции, хотя условия для них практически отсутствовали. Она писала Комарову: «Экскурсировать приходится в совершенно необычном виде: босиком. Лужи очень часто прерываются болотами; высокая обувь продана, приходится шлёпать по-крестьянски, что с непривычки и больно, и страшно, как бы не укусила змея». В 1921 году, работая в Псковской губернии и собрав более 400 видов растений, она писала «Денег решительно не хватит, цены здесь близки к петроградским, и купить почти ничего нельзя, в изобилии только молоко. Уже приходится думать о том, как повыгоднее спустить то немногое, что было привезено из личных предметов для покупок по возвращении… Мы одеты по-нищенски и переменить после шлёпанья под дождём нам почти нечего».
Кроме того, Анна Александровна вела исследования и сборы в Астраханском крае. Эта работа была связана с деятельностью комиссии по изучению естественных производительных сил России при Академии наук. В 1921 году вышел тематический выпуск работ комиссии, посвящённый растительности Астраханского края, его автором и стала А. А. Булавкина. В этой работе она причислила регион к области опустыненных степей, разделив его на районы в зависимости от типов растительности, отмечая, что край почти не изучен в ботаническом отношении.
В 1922 году Анна Александровна начала изучение флоры Череповецкой губернии. Работы длились до 1924 года, бывала она в регионе и несколькими годами позднее. Ею впервые были проведены анализ адвентивной и сорнополевой флоры в данном регионе, при котором она в посевах полевых культур обнаружила 90 видов сорных растений. В «Красной книге Вологодской области», вышедшей в 2004 году, указаны два редких растения, впервые обнаруженные на данной территории именно Булавкиной: полушник озёрный и полушник колючеспоровый.
В 1924—1927 годах, а также в 1929 году Анна Александровна руководила летней практикой студентов географического факультета Ленинградского университета. В 1925 году она проводила полевые работы на Невско-Волжском водоразделе в Тверской губернии, проводила занятия на биостанции для повышения квалификации педагогов. В 1926 году полевые работы проводились в деревне Колтуши Ленинградской области, в 1928 году — на станции Саблино. Тяжёлые условия работы негативно сказались на состоянии здоровья Булавкиной, в 1926 году она сообщала Комарову: «У меня, несомненно, пошёл активный процесс в лёгких, отсюда сильная слабость. Но дома я сижу не из-за лёгких, а [из-за] заложенной носоглотки. Боюсь наглотаться холодного воздуха и окончательно оглохнуть», однако далее в том же письме она писала о продолжении работы по составлению новой программы для летнего студенческого практикума.
В 1929 году в Череповце вышел краеведческий справочник «Череповецкий округ» с очерком А. А. Булавкиной «Растительность», в котором она впервые указала на нахождение в районе таких редких растений, как башмачок настоящий и надбородник безлистный. Этот очерк имел большое значение для местных краеведов.

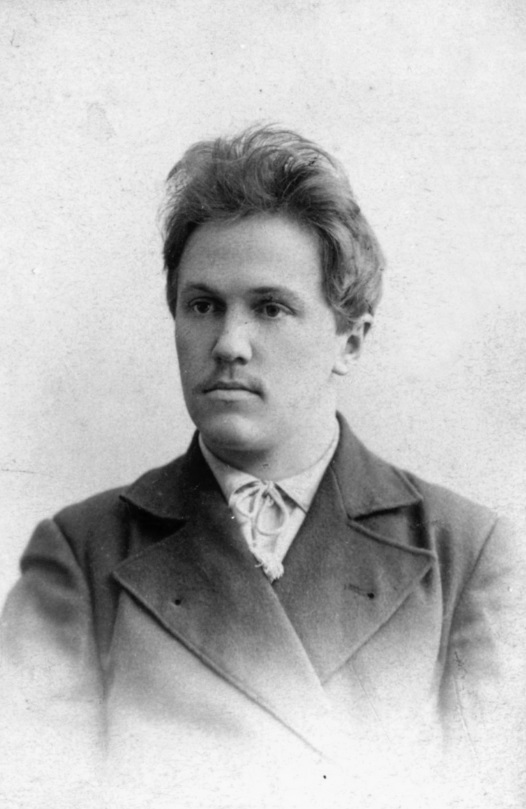
Этнограф, фольклорист Николай Евгеньевич Ончуков

9 апреля 1929 года Анна Александровна, как сама писала позднее, «по настойчивой просьбе Н. Е. Ончукова» вышла за него замуж. Николай Евгеньевич Ончуков (1872—1942) — фольклорист, этнограф, чьи работы неоднократно были отмечены различными наградами: так ещё Императорское Русское географическое общество наградило его серебряной медалью за книгу «По Чердынскому уезду» (1901), малой золотой медалью за «Печорские былины» (1904) и большой золотой медалью за «Северные сказки» (1908), позднее о его работах положительно отзывался и В. И. Ленин. Познакомились супруги в Ленинградском университете, где Н. Е. Ончуков был преподавателем этнографии. Ончукову было уже 57 лет, Анне Александровне — 47, она стала второй женой Николая Евгеньевича, детей у супругов не было.
Вскоре Николай Ончуков заболел паратифом, осложнения от которого остались до конца его жизни. Полгода Анна Александровна ухаживала за мужем, а летом 1930 года повезла его долечиваться в Крым, где по мере возможности продолжала занятия гербаризацией (в Батилимане). Но уже 1 сентября 1930 года Николай Евгеньевич был арестован «за контрреволюционную деятельность и хранение нелегальной литературы». При обыске были найдены две его рукописи о Колчаке. 20 мая 1931 года он был приговорён к высылке в Северный край, где он и проживал в Котласе и Никольске. Анна Александровна обратилась к В. Д. Бонч-Бруевичу, который ходатайствовал перед С. М. Кировым об освобождении Ончукова, и 26 июля 1932 года тот был досрочно освобождён.
И в этот периода Анна Александровна продолжала много работать: в 1932 году она трудилась специалистом-ботаником в Ботаническом институте АН СССР, где занималась преподаванием; в 1933 году читала курс общей ботаники для гистологов III курса в Ленинградском университете и курс ботаники в Народном университете; в 1934 году участвовала в переподготовке педагогов при Ленинградском университете. С 1933 по 1935 год она также преподавала на курсах при Ботаническом саде АН, созданных для повышения квалификации по ботанике для садоводов и садовых рабочих. В 1932—1933 годах Анна Александровна участвовала в сборе гербарных коллекций в посёлке Красные Струги и Оломка Ленинградской области.

### Пенза
После убийства Кирова как «социально-опасный элемент» Николай Ончуков с женой был выслан из Ленинграда с запретом проживать в столице и 15 областях СССР. 1 апреля 1935 года Булавкина-Ончукова была «уволена согласно заявлению, ввиду высылки из Ленинграда по местоповелению НКВД в г. Пензу». Оказавшись в Пензе, Анна Александровна столкнулась с безденежьем, отсутствием работы и ухудшением состояния здоровья, что она связывала с долговременной усталостью, сильным нервным переутомлением и возрастом. Пытаясь помочь своей ученице, Владимир Комаров даже высылал ей денег.
В 1935—1939 годах Анна Александровна работала старшим научным сотрудником Куйбышевского заповедника. 25 мая 1935 года решением учёного совета Ботанического института АН СССР Анна Александрова была представлена к степени кандидата биологических наук.
В 1936 году Анна Александровна проводила ботаническое обследование нового участка Куйбышевского заповедника — Хмелевого оврага. На площади более 2500 га она занималась выяснением флористического состава, установлением типов растительности, определением научной и хозяйственной ценности участка. Работа велась в тяжёлых условиях, база экспедиции находилась достаточно далеко от изучаемого участка, имелась только одна лошадь, которую было почти нечем поить, передвигаться приходилось по заросшим крапивой и поваленными деревьями просекам 1870-х годов. «Никогда ещё не приходилось работать в таких безобразных условиях, как нынче — почти не проходило дня без неприятности. Ежедневно глотала хину, чтобы спастись от малярии», — так Анна Александровна писала об этом периоде. В том же 1936 году она закончила свою работу «Пастбища и корма лосей в Бузулукском бору», которую отправила Комарову в надежде где-нибудь напечатать.
В 1937 году Анна Александровна преподавала курс ботаники для повышения квалификации сотрудников Куйбышевского заповедника. К 1938 году она окончила три работы: совместный с другими специалистами комплексный 309-страничный отчёт «Очерк растительности Хмелевого заповедного участка в Жигулёвских горах», напечатанный на машинке с рукописными вставками латинских названий растений, описание 29 видов бобовых для «Флоры Средне-Волжского края», а также «Учебник ботаники для наблюдения наших заповедных участков». При работе над учебником Анна Александровна столкнулась с серьёзной проблемой в виде отсутствия художника, способного проиллюстрировать книгу, а без иллюстраций учебник «нельзя было дать полуграмотным людям», из-за чего выход учебника задержался более чем на год.
Летом 1938 года Анна Александровна работала над составлением флоры гербария недавно созданного заповедника «Бузулукский бор». Работа до настоящего времени не сохранилась, неизвестно даже, в каком объёме ею использовался термин «растение», так как есть сведения, что её интересовали и лишайники, и мхи, и она собирала коллекцию грибов. Однако известные учёные В. Н. Сукачёв и М. В. Марков, ссылаясь в своих работах на Булавкину-Ончукову, пишут о нахождении ею в Бузулукском заповеднике 666 видов растений. К настоящему времени по рабочим спискам, ботаническим этюдам и наброскам к статьям удалось установить 374 вида сосудистых растений из этих 666. В сборе образцов растений участвовал и муж Анна Александровны, Николай Ончуков, его имя сохранилось на этикетках коллекции грибов.
С 1 января 1939 года Булавкина-Ончукова стала старшим научным сотрудником ботанического сада. Заведовала оранжерейными растениями и отделом травянистых растений открытого грунта. Также она в 1940—1941 годах работала на различных должностях в краеведческом музее, продолжала гербарные сборы в окрестностях, занималась монографической обработкой растений. Её статьи «Осень в Ботаническом саду», «Весна в Ботаническом саду» и другие печатались в областной газете «Сталинское знамя», привлекая в ботанический сад, в котором она работала с 1943 года, новых посетителей. В ноябре 1939 года она была награждена почётной грамотой Ботанического сада: «…благодаря Вашим глубоким научным познаниям и большому опыту, исключительной добросовестности и энергии Пензенский ботанический сад за короткий срок Вашей работы в нём из коммерческого садоводства вырос в культурное научно-просветительное учреждение».
20 октября 1939 года муж Анны Александровны Николай Евгеньевич Ончуков был вторично арестован по обвинению в антисоветской агитации и как член «контрреволюционной группы церковников». Несмотря на подобные сложные времена, в 1940 году Анна Александровна закончила монографию по роду «Водосбор». В том же году Николай Ончуков был приговорён к десяти годам лишения свободы, а 11 марта 1942 года он скончался в изоляторе ИТК № 1 НКВД в посёлке Ахуны.
В 1945 году Анна Александровна совместно с Б. П. Сацердотовым написала статью «Иван Иванович Спрыгин», предварявшую выпущенную в Пензе книгу Спрыгина «Лекарственные растения Пензенской области». Труды Анны Александровны были отмечены почётными грамотами Ботанического института, также ей была назначена академическая пенсия. 30 июня 1946 года Анна Александровна была награждена медалью «За доблестный труд в Великой Отечественной войне».
Анна Александровна скончалась 27 октября 1947 года, была похоронена на Митрофаньевском кладбище Пензы, местонахождение её могилы в настоящее время не известно.

## Научные работы
Всего Анна Александровна Булавкина-Ончукова написала 47 научных работ. Однако опубликовано из них было всего лишь 16, в том числе две монографии. Наиболее известны следующие её работы:
- Булавкина А. А. Растительность Сучана и острова Путятин в Южно-Уссурийском крае // Тр. почв.-ботан. экспедиций по исследованию колонизационных районов Азиатской России. — Ч. 2: Бот. исследования 1913 г. — Петроград, 1917. — С. 219—271.
- Булавкина А. А. Астраханский край: растительность // Россия / Ком. по изучению естеств. произв. сил России при Рос. АН. — СПб.: Гос. издательство, 1921. — Т. XII. Гл. 6. — С. 20.
- Булавкина А. А. Материалы по растительности вдоль линии Мурманской железной дороги // Изв. Гл. бот. сада АН СССР : журнал. — Л.: Гл. бот. сад, 1927. — Т. 26, № 2. — С. 154—173.
- Булавкина А. А. Растительный мир // Череповецкий округ: Краеведческая справочная книга для учительства / Под ред. А. Н. Жемчугова, А. Н. Ефимова, Я. Т. Богачёва. — Череповец: Окроно, 1929. — С. 1—29. — 359 с. — 2300 экз.
- Булавкина А. А. Сем. Zygophyllaceae Парнолистниковые // Сорные растения СССР: В 4 т. / Под ред. акад. Б. А. Келлера. — Л.: Издательство АН СССР, 1934. — Т. III. — С. 247—252.
- Булавкина-Ончукова А. А., Галахов Р. В. Очерк растительности Хмелевого оврага в Жигулёвских горах. — Рукопись. — 1936[45].
- Булавкина А. А. Род 523. Водосбор, орлики — Aquilegia // Флора СССР = Flora URSS : в 30 т. / гл. ред. В. Л. Комаров. — М. ; Л. : Изд-во АН СССР, 1937. — Т. 7 / ред. тома Б. К. Шишкин. — С. 86—99. — 792, XXVI с. — 5200 экз.

Булавкина-Ончукова участвовала также в монографической обработке следующих родов растений: Aquilegia, Patrinia и Moehringia. Свой вклад она также внесла в определение растений для «Delectus seminum», сведение синонимии, составление «Delectus» и редактирование списков для Ленинградского ботанического сада (в 1929—1935 годах), Куйбышевского заповедника (в 1936—1938 годах), Пензенского ботанического сада (с 1939 года).

## Комментарии
1. ↑  С 1959 года он носит название Жигулёвский заповедник[17].
2. ↑  По другим данным, лишь с 1 января 1941 года[36], а в Бузулукском заповеднике работала до 1940[37][3] года.
3. ↑  Более полный список опубликованных работ, а также рукописей Булавкиной-Ончуковой содержится в: Булавкина-Ончукова, Анна Александровна // Русские ботаники. — М., 1947. — Т. I. А — Б. — С. 298—299.